# Psychotria exsculpta
Psychotria exsculpta är en måreväxtart som beskrevs av Spencer Le Marchant Moore. Psychotria exsculpta ingår i släktet Psychotria och familjen måreväxter. Inga underarter finns listade i Catalogue of Life.